# Colonia de Adén
La colonia de Adén (en árabe مستعمرة عدن, Musta'marat 'Adan) fue una colonia del Imperio británico entre los años 1937 y 1963, que consistía básicamente en la ciudad portuaria de Adén y sus alrededores inmediatos. Antes de 1937, el territorio de 121 km² era gobernado por la Presidencia de Bombay del Raj británico, y era conocido como Asentamiento de Adén.
El 18 de enero de 1963, se convirtió en el Estado de Adén (en árabe: ولاية عدن, Wilāyat 'Adan) dentro de la recientemente creada Federación de Arabia del Sur y el 30 de noviembre de 1967 integró la República Popular de Yemen del Sur. 

## Administración
El pueblo de Adén estaba vinculado mucho más estrechamente al Imperio británico y se desarrolló más rápidamente que sus alrededores”. La ley fundamental de la Colonia de Adén era la Orden del Consejo de 28 de septiembre de 1936, que sigue las líneas habituales de la legislación básica para las colonias británicas.
Adén es reconocido porque la ley Sharia no se usó en la colonia. 
La educación se proveía a todos los niños, hombres y mujeres, al menos hasta un nivel intermedio. La educación superior se daba a través de becas para estudiar en el exterior. La primaria se daban en árabe mientras la secundaria daba sus lecciones en árabe, inglés, urdu, hebreo y gujarati.

## Historia
El 19 de enero de 1839, la Compañía Británica de las Indias Orientales envió a la Armada real británica a Adén a ocupar el territorio y detener el ataque de piratas contra los barcos británicos que viajaban a la India. La Armada real británica consideró Adén un lugar importante debido a su localización, ya que la armada podría fácilmente atracar en el puerto de Adén para reabastecerse. La influencia británica se expandió rápidamente hacia el interior de la colonia, con el establecimiento del Protectorado de Adén.
Adén se transformó rápidamente en un importante puerto de tránsito y comercio entre Gran Bretaña, India, el lejano Oriente y Europa, así como un excelente sitio para la extracción de carbón. El intercambio comercial y la importancia estratégica de Adén aumentaron considerablemente tras la apertura del Canal de Suez en 1869. Desde entonces y hasta la década de 1960, Adén se convirtió en uno de los puertos con mayor actividad de buques de aprovisionamiento de combustible, así como de tiendas libres de impuestos del mundo.

## Demografía
Población de la colonia de Adén en 1955[cita requerida]
| Árabes  | Somalíes | Judíos | Indios | Europeos | Total   |
| ------- | -------- | ------ | ------ | -------- | ------- |
| 103.879 | 10.611   | 831    | 1.817  | 4.484    | 138.441 |